# Arminij
Arminij, tudi Armin ali Hermann (latinizirano v Arminius), poglavar germanskih Heruskov in vojskovodja, ki je leta 9 v bitki v Tevtoburškem gozdu porazil rimsko armado, * 18/17 pr. n. št., † 21 n. št..
Arminiju je s svojim ugledom uspelo združiti germanska plemena v vojni proti Rimljanom, po porazu, ki jim ga je zadal rimski general Germanik, pa je njegov ugled usahnil. Leta 21 so ga na ukaz rivalskih germanskih poglavarjev umorili.
Arminijevo uničenje treh rimskih legij je imela daljnosežne posledice tako za germansko kot za rimsko zgodovino, saj ni Rimljanom nikoli več uspelo osvojiti in za stalno obdržati germanskega ozemlja vzhodno od  Rena in severno od Donave.

## Ime
Arminius/Arminij je verjetno latinizirana različica pragermanskega *ermanaz ~ *ermunaz ~ *irminaz, ki pomeni velik. Med reformacijo, še bolj pa v 19. stoletju v obdobju germanskega nacionalizma, je bil Arminij simbol germansko govorečih ljudstev v njihovem boju proti Rimu. V tem obdobju se je kot germanski ekvivalent začelo uporabljati ime Hermann, ki pomeni vojaka ali vojščaka. Obe imeni je verjetno prvi izenačil verski reformator Martin Luter.
Druga teorija o Arminijevem latinskem imenu trdi, da izhaja iz latinske besede armenium, ki pomeni živo moder pigment ultramarin. Arminij bi torej lahko pomenilo "modrook", bratovo ime Flavus pa "svetlolas". Obe imeni sta skladni z rimskimi predstavami o videzu Germanov. Če to drži, ni nujno, da je njegovo ime povezano z germansko besedo irmin in istoimenskim bogom. Njegovo germansko ime bi lahko bilo tudi na primer Siegfrid. Zagovorniki te teorije menijo, da je tudi ime njegovega očeta Segimerja (sodobna oblika imena je Siegmar) vsebovalo koren sigi- v pomenu zmaga.

## Življenjepis

### Mladost
Po rimskih virih je bil Arminij rojen leta 18 ali 17 pr. n. št. kot sin heruškega poglavarja Segimera. Mladost je, verjetno kot talec, preživel v rimski vojski, v kateri je dosegel čin poveljnika, dobil rimsko državljanstvo in položaj viteza (eques). Po vojaškem usposabljanju se je vrnil v Germanijo.

### Bitka v Tevtoburškem gozdu
Okoli leta 4 n. št. je Arminij prevzel poveljstvo nad heruškimi oddelki rimskih pomožnih enot in se z njimi verjetno vojskoval v panonskih vojnah na Balkanu. Leta 7 ali 8 se je vrnil v severno Germanijo, kjer je Rimsko cesarstvo vzpostavilo oblast nad ozemljem malo vzhodno od Rena ob rekah Lippe in Majni in nameravalo razširiti svojo oblast še bolj proti vzhodu do rek Weser in Labe. Leta 7 je cesar Avgust za guvernerja Germanije  imenoval visokega državnega funkcionarja Publija Kvintilija Vara. Arminij je po vrnitvi v domovino začel združevati germanska plemena, da bi spodnesel rimske načrte za širitev cesarstva na germansko ozemlje.
Jeseni leta 9 je Arminij s svojimi Heruski in zavezniki Marsi, Hati, Brukterji, Havki in Sikambri pripravil v Tevtoburškem gozdu  zasedo in uničil celotno rimsko vojsko pod, sestavljeno iz XVII., XVIII.in XIX. rimske legije, treh oddelkov konjenice in šestih pomožnih enot, skupno 20.000 mož.  Var, ki je poveljeval uničeni vojski, je že med bitko naredil samomor, tako da se je nasadil na svoj meč.
Najnovejše arheološke najdbe kažejo, da je bilo dolgo iskano prizorišče bitke skoraj zagotovo blizu hriba  Kalkriese, približno 20 km severno od Osnabrücka.

### Rimsko maščevanje, medplemenski spori in smrt
V letih 14 do 16 n. št. je Germanik sprožil več kazenskih pohodov proti Germanom in dvakrat porazil Arminija: prvič ob reki Weser v bitki pri Idistavisu in drugič v bitki ob Angrivarskem zidu. Rimskim enotam je uspelo dobiti nazaj dva od treh legijskih praporov, ki so jih izgubili v bitki v Tevtoburškem gozdu. Germanik je nato nameraval sprožiti obsežen pohod v Germanijo. Tiberij je njegov načrt preprečil in mejo cesarstva iz strateških razlogov umaknil na Ren in Donavo. Germaniku je v zameno za dve pomembni zmagi priznal triumf. Tretji prepor so Rimljani dobili nazaj leta 41 med vladanjam cesarja Klavdija.
Ko je rimska nevarnost minila, je izbruhnila vojna med Arminijem in kraljem Markomanov Marobodom. Vojna se je končala z Marobodovim begom v Raveno, kjer je dobil rimsko varstvo. Ker Arminij ni vkorakal v Marobodovo naravno utrdbo Češko, se je vojna končala brez zmagovalca. Arminij se je v tem času soočal tudi z osebnimi spori z družino svoje žene in drugimi prorimsko usmerjenimi poglavarji.
Leta 19 je Germanik umrl v Antiohiji v okoliščinah, za katere so bili mnogi prepričani, da so ga zastrupili njegovi nasprotniki. Arminij je umrl dve leti kasneje. Umorili so ga nasprotniki iz lastnega plemena, ki so menili, da je postal premočan. Tiberij je domnevno že pred tem zavrnil ponudbo plemiča iz plemena Hatov, da bi zastrupil Arminija, in mu baje rekel:  "Rimsko ljudstvo se nad svojimi sovražniki maščuje z orožjem v odkritem boju in ne z zahrbtno izdajo".

## Zapuščina

### Rim
Arminij je v zapisih svojih nasprotnikov Rimljanov zelo cenjen zaradi vojaških poveljniških sposobnosti in kot branilec svobode svojega ljudstva:
Arminij je bil brez dvoma germanski osvoboditelj, ki je izzval Rimljane ne na začetku, kot drugi kralji in voditelji, ampak na višku njihove moči. V bitkah so bili izidi različni, v vojni pa je bil neprermagan.
Na osnovi rimskih zapisov, predvsem Tacitovih Analov, je v 16. stoletju ponovno oživela  zgodba o Arminiju.
Arminij in poraz v Tevoburškem gozdu nista bila edina razloga za spremembo rimske politike do Germanije. Veliko vlogo so igrali tudi sami rimski politiki. Cesarji so le redko resnično zaupali svoji ogromni armadi, ki je bila njihov potencialni tekmec, čeprav je imel nas primer  Avgust dovolj družinskih članov, ki so  plačevali njegove vojne. Poleg tega je med tridesetletnim vladanjem že na začetku procesa romanizacije k cesarstvu priključil veliko ozemlje.
Avgustov naslednik Tiberij je spoznal, da je Germanija slabo razvita, ima samo nekaj vasi in zelo malo presežkov hrane, zato v tistem trenutku za Rim ni bila pomembna. Nova osvajanja bi bila preveč obremenjujoča za državne finance in bi zahtevala pretirano veliko število vojakov.
Sodobni znanstveniki poudarjajo, da je bila meja na Renu za Rimsko cesarstvo mnogo bolj praktična kot meja na katerikoli drugi germanski reki. Armade na Renu so se lahko oskrbovale iz Sredozemlja po rekah Roni, Saoni in Mozeli in od tam po kratkih kopenskih poteh. Armade na Labi bi se morale oskrbovati po dolgih kopenskih poteh ali z ladjami preko nevarnega Severnega morja. In ne nazadnje so bila na Renu po galskih vojnah zgrajena mesta in velike vasi. Ren je bil iz Rima mnogo bolj dostopen in bolje opremljen za oskrbovanje velikih garnizij kot regije vzhodno od njega.
Rim je Germanijo obvladoval posredno z imenovanjem vazalnih kraljev, kar je bilo mnogo ceneje od vojnih pohodov: Arminijevega nečaka Italika so imenovali za kralja Heruskov, Vangio in Sido pa sta postala vazalna kneza močnih Svebov.

### Staronordijske sage
V začetku 19. stoletja so poskušali prikazati, da se je zgodba o Arminiju in njegovi zmagi ohranila v staronordijskih sagah:  v sagi Völsunga v osebi ubijalca zmajev Sigurda in v Pesmi o Nibelungih. Islandska pripovedka pravi, da je Sigurd ubil zmaja v Gnitaheidru, današnjem  Knetterheidu, predmestju Bad Salzuflena, ki stoji na strateškem položaju na reki Werre in bi lahko bil izhodišče pohoda Varovih legij proti Tevtoburškemu gozdu. Eden od glavnih skandinavskih znanstvenikov 19. stoletja, Guðbrandur Vigfússon, je trdil, da sta Arminij in Sigurd ista oseba. Njegova ugibanja je prevzel tudi Otto Höfler, ki je bil med drugo svetovno vojno vidna nacionalsocialistična akademska osebnost, katerega pogledi  so ostali prepoznavno rasistični tudi po drugi svetovni vojni med njegovim službovanjem na Dunaju.

### Nemški nacionalizem
Leta 1808 je Heinrich von Kleist napisal dramo Die Hermannsschlacht (Hermanova bitka). Po Napoleonovi zmagi v Wagramu njena izvedba ni bila mogoča, vendar je med svojimi bralci vzbujala ponos in protifrancosko razpoloženje. V obdobju romantičnega nacionalizma, še bolj pa v obdobju tretjega rajha, so dramo v primernih trenutkih večkrat uprizorili.
Leta 1839 so začeli na hribu pri Dermoldtu v bližini Tevtoburškega gozda graditi masiven Arminijev spomenik, poznan kot Hermannsdenkmal. Spomenik je bil zgrajen in odprt v prvih letih Drugega nemškega cesarstva tik pred nemško zmago nad Francijo v francosko-pruski vojni leta 1870-1871. Spomenik je od takrat velika turistična zanimivost. Podoben spomenik so leta 1897 postavili nemški izseljenci v Missouriju v Združenih državah Amerike.
Po Arminiju se imenuje nogometni klub DSC Arminia Bielefeld, ki tekmuje v nemški zvezni ligi.